# Diritto di rimostranza

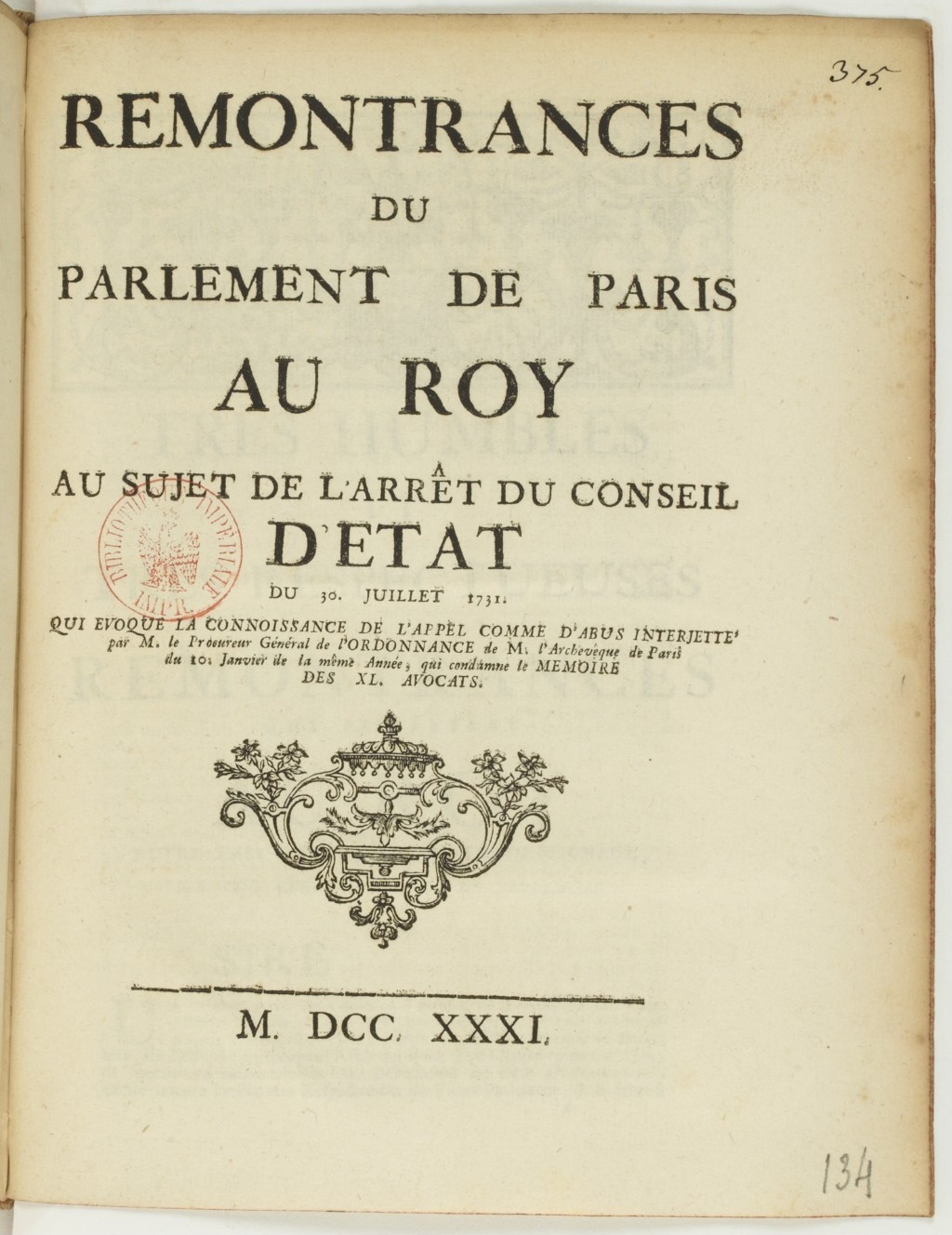
Rimostranze del Parlamento di Parigi al re, 1731.

Il diritto di rimostranza (in francese: droit de remontrance), durante l'Ancien Régime, era il diritto dei parlamenti o di tutti gli ufficiali reali di contestare le leggi e le lettere patenti emesse dal re prima della loro registrazione, quando ritenevano che fossero contrarie agli interessi del popolo o alle leggi fondamentali del Regno.
Un testo ritenuto inammissibile dalla corte dei magistrati veniva restituito al re, accompagnato da motivazioni che giustificavano la riluttanza e richiedevano al re di procedere a un nuovo esame del suo testo. Le prime rimostranze apparvero nel XV secolo, come un semplice dovere di consiglio. Poi, a poco a poco, si affermarono come controllo politico del potere reale. I re di Francia, dal XVII al XVIII secolo, cercarono a loro volta di limitare o sopprimere questo diritto per affermare la propria autorità.

## Procedura
I testi reali (leggi, ordinanze, editti, dichiarazioni) che il parlamento doveva registrare, venivano presentati solennemente dal procuratore generale durante l'assemblea delle camere presieduta dal primo presidente o dal président à mortier più anziano. Il procuratore generale presentava le sue conclusioni scritte sul testo, che veniva poi esaminato dai relatori, i quali esprimevano il loro parere. Sulla base di queste analisi il parlamento decideva se emettere o meno rimostranze.
Se il parlamento decideva di emettere delle rimostranze, venivano scelti dei commissari per prepararle; l'identità di questi commissari variava a seconda dei parlamenti: a Parigi, erano i nove président à mortier e il primo presidente, ai quali si aggiungevano altri 14 membri della Grand'Chambre, mentre a Rouen erano il primo presidente e quattro consiglieri della Grand'Chambre.
Questi commissari si riunivano, in seguito, per elaborare l'oggetto e il testo delle rimostranze e per redigerle. Le camere dovevano poi approvarlo prima di inviarlo al re, ma anche al cancelliere o custode dei sigilli, al Controllore generale delle finanze e al segretario di Stato responsabile della provincia.
Per imporre la propria volontà al parlamento, il re poteva innanzitutto emettere una lettre de jussion in cui ordinava espressamente al parlamento di registrare i suoi provvedimenti. Se l'assemblea persisteva con le "ripetute rimostranze" (in francese: remontrances itératives), il re poteva imporre la registrazione tenendo un lit de justice. Il sovrano si presentava quindi personalmente ai magistrati riuniti nella Grande Camera del Parlamento e ordinava la trascrizione pura e semplice del provvedimento contestato.

## L'evoluzione del diritto di rimostranza

### Luigi XIII
Durante il regno di Luigi XIII, la tensione tra la monarchia e i parlamenti aumentò. Essi risentivano dell'aumento del numero di casi portati davanti al Conseil du Roi e vedevano con grande disapprovazione l'invio di intendenti nelle province, le cui azioni ne sminuivano il ruolo e ne minacciavano il prestigio. Aumentarono le rimostranze, i rifiuti di registrare e applicare i testi, anche quelli imposti con lit de justice.
Luigi XIII alla fine reagì, stanco dell'opposizione parlamentare e della distorsione del sistema di registrazione e delle rimostranze. Con un editto del 1641, registrato d'autorità, ricordò ai parlamenti la loro natura di semplici corti di giustizia e ordinò che le lettere patenti relative al governo e all'amministrazione dello Stato fossero registrate immediatamente e automaticamente, senza essere soggette alla minima rimostranza.
Tuttavia, alla morte di Luigi XIII nel 1643, la reggente Anna d'Austria chiese al parlamento di Parigi di annullare alcune disposizioni del testamento del marito, che ne limitavano i poteri. Il parlamento accettò volentieri, ma ne approfittò per riacquistare il suo pieno diritto di rimostranza.

### Luigi XIV
Profondamente colpito dalla Fronda parlamentare, scatenata dalla rivolta dei parlamenti, Luigi XIV volle metterli sotto controllo. Nel 1665 eliminò il titolo di corti sovrane e riconobbe solo quello di corti superiori. Poi nel 1667 consentì le rimostranze solo per un periodo di tempo molto breve e una sola volta. Infine, con la sua dichiarazione reale del 24 febbraio 1673 tolse ai parlamenti il diritto di emettere rimostranze prima della registrazione di un testo, impose loro quindi la registrazione immediata ed automatica e autorizzò solo "rimostranze rispettose" in un secondo momento, privandoli così di ogni efficacia. Per questo motivo Colbert dichiarò nel 1679 che "i rumori del Parlamento non sono più di stagione".
Tuttavia, nonostante queste prerogative reali, i parlamenti continuarono a presentare rimostranze. Così, dal 1673 al 1715, il solo parlamento di Navarra indirizzò al re non meno di 39 rimostranze.

### Luigi XV

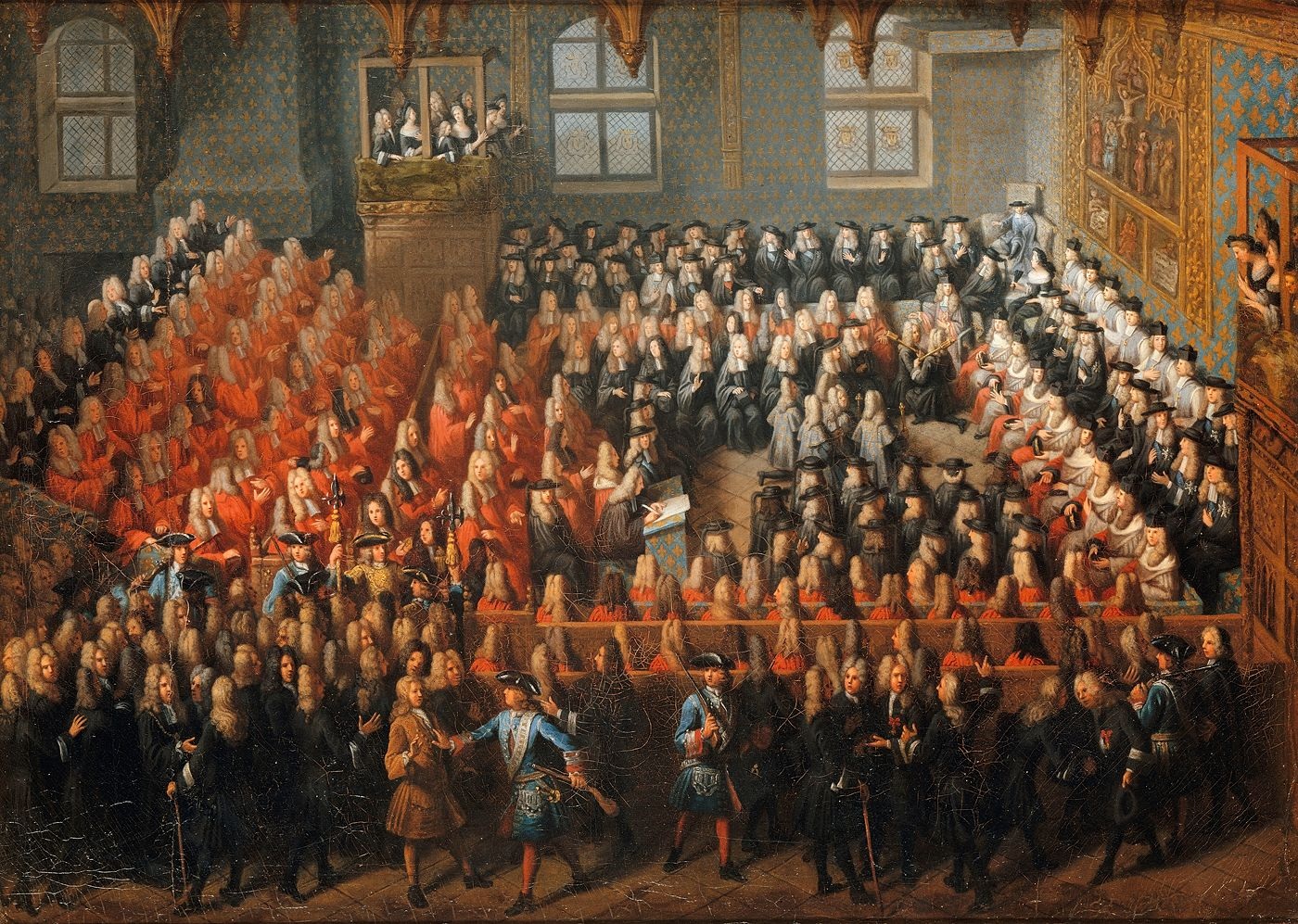
Lit de justice tenuto da Luigi XV al Parlamento di Parigi nel 1715.

Il 2 settembre 1715, il giorno dopo la morte di Luigi XIV, secondo l'usanza, la lettura del testamento reale venne effettuata nel corso di una seduta solenne al Parlamento di Parigi. Luigi XIV affidò la reggenza del regno al duca del Maine, uno dei suoi figli bastardi legittimati. Il duca d'Orléans, che ricopriva allora la carica puramente onoraria di "presidente del consiglio di reggenza", tentò di far annullare questo testamento, privandolo di prerogative che riteneva dovute alla sua nascita. Per unire il Parlamento di Parigi alla sua causa, ne ripristinò il diritto di rimostranza. Il parlamento lo riconobbe quindi come unico reggente, consentendogli di riorganizzare il Consiglio come riteneva opportuno e di estromettere il duca del Maine.
Nel 1718, il diritto di rimostranza fu nuovamente limitato dal cardinale Dubois, allora principale ministro di Stato sotto la reggenza del duca d'Orléans. Per sottolineare la sua autorità, il reggente fece arrestare tre consiglieri. Dopo numerose richieste del parlamento, questi magistrati vennero rilasciati e la legge che limitava il diritto di rimostranza non venne applicata.
Nel 1766, durante una severa dichiarazione al Parlamento di Parigi, chiamata "seduta di flagellazione" - in reazione alla rivolta parlamentare riguardante gli affari della Bretagna - Luigi XV ricordò solennemente i grandi principi della monarchia e in particolare il diritto di rimostranza:
Nel 1771, il "colpo di maestà" del cancelliere Maupeou riformò l'organizzazione della giustizia. Il diritto di rimostranza non è abolito ma è rigorosamente definito negli editti del dicembre 1770 e del febbraio 1771, limitando i magistrati al loro compito primario: amministrare la giustizia.

### Luigi XVI
Luigi XVI, preoccupato per la sua popolarità personale e mal consigliato dal suo ministro Maurepas, ripristinò i vecchi parlamenti nel 1774 e di conseguenza ripristinò pienamente il diritto di rimostranza ai parlamenti. Questi ultimi ben presto ricominciarono ad abusarne, bloccando ogni tentativo di riforma importante.
Nel 1788, Luigi XVI e i suoi ministri Brienne e Lamoignon (quest'ultimo aveva guidato la resistenza parlamentare contro la riforma del cancelliere Maupeou) si impegnarono in una situazione di stallo con i parlamenti, valutando la creazione di una "corte plenaria" incaricata di sostituire i parlamenti nella verifica e nella registrazione degli atti reali. Non appena fu promulgato l'editto di riforma, quasi tutti i parlamenti entrarono in resistenza e diverse città furono teatro di insurrezioni. Ormai era troppo tardi per riforme radicali; la convocazione degli Stati generali era stata solennemente promessa e nessun'altra assemblea avrebbe potuto decidere. Il progetto di una corte plenaria venne abbandonato.
Il diritto di rimostranza scomparve con lo scioglimento dei parlamenti nel 1790.